# Tregellasia capito
Il pigliamosche australiano giallo pallido (Tregellasia capito Gould, 1854) è un uccello della famiglia dei Petroicidi originario dell'Australia orientale.

## Tassonomia
Il pigliamosche australiano giallo pallido è stato descritto per la prima volta dall'ornitologo John Gould nel 1854. Per molti anni è stato classificato nel genere Eopsaltria, assieme agli altri pigliamosche gialli, sulla base di caratteristiche del piumaggio, del nido e delle abitudini. Altri studiosi lo hanno posto nel genere Poecilodryas a causa di alcune somiglianze nelle piume dei nidiacei. Tuttavia, non sappiamo ancora quali siano i parenti più stretti di questo volatile, così come quelli del pigliamosche australiano facciabianca, a esso imparentato, e per questo vengono entrambi classificati in un piccolo genere a parte, Tregellasia, introdotto per la prima volta da Gregory Mathews nel 1912. Malgrado il nome inglese di Pale-yellow Robin («pettirosso australiano giallo pallido»), non è affatto imparentato con il pettirosso europeo né con il pettirosso americano, ma appartiene al parvordine dei Corvida, che comprende molti Passeriformi tropicali e australiani, tra i quali i Pardalotidi, i Maluridi, i Melifagidi e i Corvidi.
In Australia la specie è nota anche come Large-headed Robin («pettirosso testagrossa») e Pale Robin («pettirosso pallido»).

### Sottospecie
Attualmente vengono riconosciute due sottospecie di pigliamosche australiano giallo pallido:
- T. c. nana (E. P. Ramsay, 1878), descritta per la prima volta come una specie a parte, Eopsaltria nana, a partire da un esemplare catturato a Cardwell; nota anche come pigliamosche facciacamoscio o pigliamosche redini rossicce, è diffusa nelle foreste pluviali dell'estremità settentrionale del Queensland[6]. È più piccola della sottospecie meridionale, come si può facilmente intuire dall'appellativo nana. Ha la faccia di colore marroncino e un anello perioculare bruno-arancio, al quale deve il nome comune, ed è piuttosto numerosa;
- T. c. capito (Gould, 1854), la sottospecie nominale, vive nelle foreste pluviali del Nuovo Galles del Sud nord-orientale e del Queensland sud-orientale. Più grande della sottospecie settentrionale, ha la faccia di un colore bianco sporco più chiaro ed è piuttosto rara.

## Descrizione
Con una lunghezza di 12-13,5 cm e un peso di 15-18 g, il pigliamosche australiano giallo pallido è un uccello poco appariscente con testa e nuca grigie e regioni superiori di un verde oliva che assume toni più brunastri su ali e coda. La gola è bianca e la regione facciale è bianco sporca nella sottospecie meridionale e color camoscio in quella settentrionale. Petto e ventre sono gialli. Le zampe sono giallo-arancio e l'iride marrone scuro. Il becco, piuttosto sottile, è nero e misura circa 1,5 cm di lunghezza. I sessi sono simili. Gli esemplari giovani sono rossicci e presentano strisce di colore più chiaro sulla testa. Il pigliamosche australiano giallo pallido si distingue dal pigliamosche australiano pettogiallo in quanto quest'ultimo ha zampe di colore nero e dimensioni leggermente maggiori.
Quando si mette in mostra o cerca di difendere il proprio territorio, il pigliamosche australiano giallo pallido emette un richiamo trillante.

## Distribuzione e habitat
Di abitudini stanziali, il pigliamosche australiano giallo pallido occupa due aree ben distinte: una, nel Queensland settentrionale, va da Mount Amos a Paluma e l'altra va da Cooloola, nella Sunshine Coast, fino al Parco Nazionale di Barrington Tops, nel Nuovo Galles del Sud, a sud. Predilige le foreste pluviali o i fitti boschetti di eucalipto, in particolare dove si sviluppa il rampicante Calamus muelleri.

## Biologia
Il pigliamosche australiano giallo pallido è una creatura arboricola e riservata. È prevalentemente insettivoro, ma talvolta integra la sua dieta con semi.

### Riproduzione
Utilizza i ramoscelli spinosi della palma rampicante Calamus muelleri sia per costruire il nido che come base per edificare la struttura. Il nido può essere situato fino a 10 m di altezza dal suolo, ma quasi sempre è posto a un'altezza inferiore. La stagione della nidificazione va da luglio a dicembre e talvolta possono essere deposte anche due covate. Ognuna di esse è composta da due uova di forma ovale di 20×15 mm, di colore verde chiaro punteggiato da macchioline marroncine.